# Помещиков, Евгений Михайлович
Евге́ний Миха́йлович Поме́щиков (1908—1979) — советский сценарист и педагог. Лауреат Сталинской премии первой степени (1948).

## Биография
Родился 6 (19) мая 1908 года (по другим данным — 1907 года) в Юзовке (ныне Донецк на Украине).
В 1929 году окончил литературный факультет института народного образования в Одессе, в 1936 году — сценарный факультет ВГИКа. В 1934—1937 — редактор Одесской и Киевской киностудий. С начала войны до 1943 — штатный сценарист студии «Союздетфильм». В 1943—1945 — заместитель начальника главка по производству художественных фильмов в Комитете по делам кинематографии.
В 1948—1952 — вёл педагогическую работу на сценарном факультете ВГИКа.
В 1960—1965 годах был в составе приемной комиссии и преподавал драматургию на Высших курсах сценаристов и режиссёров.
Свои сценарии писал на современную тему, чаще всего это комедии.
Умер 22 ноября 1979 года. Похоронен на Хованском кладбище.

## Фильмография
с Н. В. Рожковым
- 1937 — Богатая невеста
- 1939 — Трактористы
- 1941 — Семья Януш (с К. Василенко)
- 1941 — Боевой киносборник № 4 (киноновелла «Патриотка»)
- 1942 — Сын Таджикистана (совм. с Н. Рожковым и М. Рахими)
- 1942 — Боевой киносборник «Юные партизаны» (киноновелла «Левко»)
- 1942 — Боевой киносборник «Лесные братья» (киноновелла «Смерть бати»)
- 1943 — Новые похождения Швейка
- 1943 — Мы с Урала
- 1946 — Центр нападения (с Б. С. Ласкиным)
- 1947 — Сказание о земле Сибирской
- 1947 — Новый дом
- 1948 — Далёкая невеста (с В. Б. Шкловским)
- 1949 — Девушка Араратской долины (с М. Х. Чаманяном)
- 1950 — Щедрое лето (с Н. Далёким);
- 1950 — Огни Баку (с Г. Я. Колтуновым и И. Е. Хейфицем)
- 1954 — Укротительница тигров (с К. Б. Минцем)
- 1954 — Весёлые звёзды (с В. Я. Типотом)
- 1955 — Посеяли девушки лён
- 1955 — Звёзды на крыльях (с В. Безаевым)
- 1956 — Медовый месяц (с К. Б. Минцем)
- 1956 — Песня табунщика (с Д. Батожабаем и К. Б. Минцем)
- 1958 — Матрос с «Кометы» (с Г. В. Романовыми и П. Градовым)
- 1959 — Черноморочка
- 1959 — Небо зовёт (с М. Ф. Карюковым и А. Н. Сазоновым)
- 1960 — Спасите наши души
- 1961 — Знамя кузнеца
- 1962 — Тишины не будет (с Б. А. Кимягаровым)
- 1963 — Строгая игра
- 1965 — Пограничная тишина
- 1966 — Нет и да

## Награды и премии
- Орден Трудового Красного Знамени (23.03.1938) — в связи с выпуском выдающихся кинофильмов, получивших единодушное одобрение зрителей, «Ленин в Октябре», «Петр I-ый» и колхозный фильм «Богатая невеста»
- Орден «Знак Почёта» (1950)
- Сталинская премия первой степени (1948) — за сценарий фильма «Сказание о земле Сибирской» (1947)[4]